# Filip af Sverige
Filip eller Filip Halstensson var konge af Sverige fra omkring 1105–1110 til 1118.
Han var søn af kong Halsten og nevø til kong Inge den ældre. Filip og hans bror, Inge den yngre, regerede samen fra 1105 eller 1110 og fremefter som efterfølgere til deres onkel Inge den ældre. Ifølge Västgötalagen var han en god konge. Der vides kun ganske lidt om Filip, og han er den mindst beskrevne hersker af Sverige efter kristendommens indførelse.
Ifølge Hervarar saga ok Heiðreks regerede han i en kort periode, og han giftede sig med Ingegerd, der var datter af den norske kong Harald Hårderåde. Filip blev sandsynligvis begravet med sin bror Inge den yngre i Vreta Kloster i Linköping, Östergötland.